# Новокільбахтінська сільська рада
Новокільба́хтінська сільська рада (рос. Новокильбахтинский сельский совет) — муніципальне утворення у складі Калтасинського району Башкортостану, Росія. Адміністративний центр — присілок Новокільбахтіно.
Станом на 2002 рік існували Кучашівська сільська рада (села Кучаш, Сосновка, присілок Тат-Бікшик) та Новокільбахтінська сільська рада (присілки Куяново, Марійський Бікшик, Новокільбахтіно, Старотураєво, Тойкіно).

## Населення
Населення — 675 осіб (2019, 1052 в 2010, 1321 в 2002).

## Склад
До складу поселення входять такі населені пункти:
| Населений пункт             | Населення, осіб (2002) | Населення, осіб (2010) |
| --------------------------- | ---------------------- | ---------------------- |
| Кучаш, село                 | 334                    | 252                    |
| Куяново, присілок           | 90                     | 57                     |
| Марійський Бікшик, присілок | 107                    | 73                     |
| Новокільбахтіно, присілок   | 394                    | 360                    |
| Сосновка, село              | 5                      | 0                      |
| Старотураєво, присілок      | 239                    | 202                    |
| Тат-Бікшик, присілок        | 104                    | 73                     |
| Тойкіно, присілок           | 48                     | 35                     |